# Bous (Luxembourg)
Pour les articles homonymes, voir Bous.
Bous (en luxembourgeois : Bus) est une localité luxembourgeoise et une ancienne commune de la commune de Bous-Waldbredimus située dans le canton de Remich.

## Histoire
Le 1er septembre 2023, la commune fusionne avec Waldbredimus, après les élections communales qui auront lieu le 11 juin 2023, pour former la commune de Bous-Waldbredimus.

## Politique et administration

### Liste des bourgmestres
| Identité           | Période         | Période         | Durée                      | Étiquette |
| Identité           | Début           | Fin             | Durée                      | Étiquette |
| ------------------ | --------------- | --------------- | -------------------------- | --------- |
| Joseph Johanns (d) | 7 novembre 2011 | 6 novembre 2017 | 5 ans, 11 mois et 30 jours | CSV       |
| Carlo Kütten (d)   | 7 novembre 2017 | En cours        | 7 ans, 4 mois et 7 jours   | SÉ        |

## Population et société

### Démographie
L'évolution du nombre d'habitants est connue à travers les recensements de la population effectués dans le pays depuis 1821. Les recensements décennaux de la population permettent de caler les chiffres sur la composition de la population par sexe, âge, nationalité et commune de résidence. Entre deux recensements, la population au 1er janvier de l’année {\displaystyle x} est évaluée en ajoutant à la population au 1er janvier de l’année {\displaystyle x-1} les soldes naturel (naissances {\displaystyle -} décès) et migratoire (arrivées {\displaystyle -} départs) de l'année. La même méthode est appliquée pour la répartition par âge au 1er janvier et les effectifs totaux par nationalité. 
Au 1er janvier 2023,  comptait 1 752 habitants.
| 1821  | 1851  | 1871  | 1880  | 1890  | 1900  | 1910  | 1922 | 1930 |
| ----- | ----- | ----- | ----- | ----- | ----- | ----- | ---- | ---- |
| 1 217 | 1 535 | 1 531 | 1 584 | 1 330 | 1 372 | 1 133 | 991  | 910  |

| 1935 | 1947 | 1960 | 1970 | 1978 | 1979 | 1981 | 1983 | 1984 |
| ---- | ---- | ---- | ---- | ---- | ---- | ---- | ---- | ---- |
| 916  | 892  | 813  | 776  | 746  | 737  | 747  | 740  | 540  |

| 1985 | 1986 | 1987 | 1988 | 1989 | 1990 | 1991 | 1992 | 1993 |
| ---- | ---- | ---- | ---- | ---- | ---- | ---- | ---- | ---- |
| 760  | 770  | 780  | 794  | 807  | 809  | 833  | 860  | 862  |

| 1994 | 1995 | 1996 | 1997  | 1998  | 1999  | 2000  | 2001  | 2002  |
| ---- | ---- | ---- | ----- | ----- | ----- | ----- | ----- | ----- |
| 907  | 930  | 962  | 1 002 | 1 016 | 1 021 | 1 060 | 1 091 | 1 124 |

| 2003  | 2004  | 2005  | 2006  | 2007  | 2008  | 2009  | 2010  | 2011  |
| ----- | ----- | ----- | ----- | ----- | ----- | ----- | ----- | ----- |
| 1 152 | 1 173 | 1 188 | 1 218 | 1 215 | 1 253 | 1 292 | 1 319 | 1 403 |

| 2012  | 2013  | 2014  | 2015  | 2016  | 2017  | 2018  | 2019  | 2020  |
| ----- | ----- | ----- | ----- | ----- | ----- | ----- | ----- | ----- |
| 1 445 | 1 434 | 1 450 | 1 480 | 1 518 | 1 553 | 1 621 | 1 652 | 1 669 |

| 2021  | 2023  | - | - | - | - | - | - | - |
| ----- | ----- | - | - | - | - | - | - | - |
| 1 711 | 1 752 | - | - | - | - | - | - | - |

Pour des raisons techniques, il est temporairement impossible d'afficher le graphique qui aurait dû être présenté ici.

## Économie
La localité fait partie de la zone d'appellation du Crémant de Luxembourg.